# Winda kotwiczna

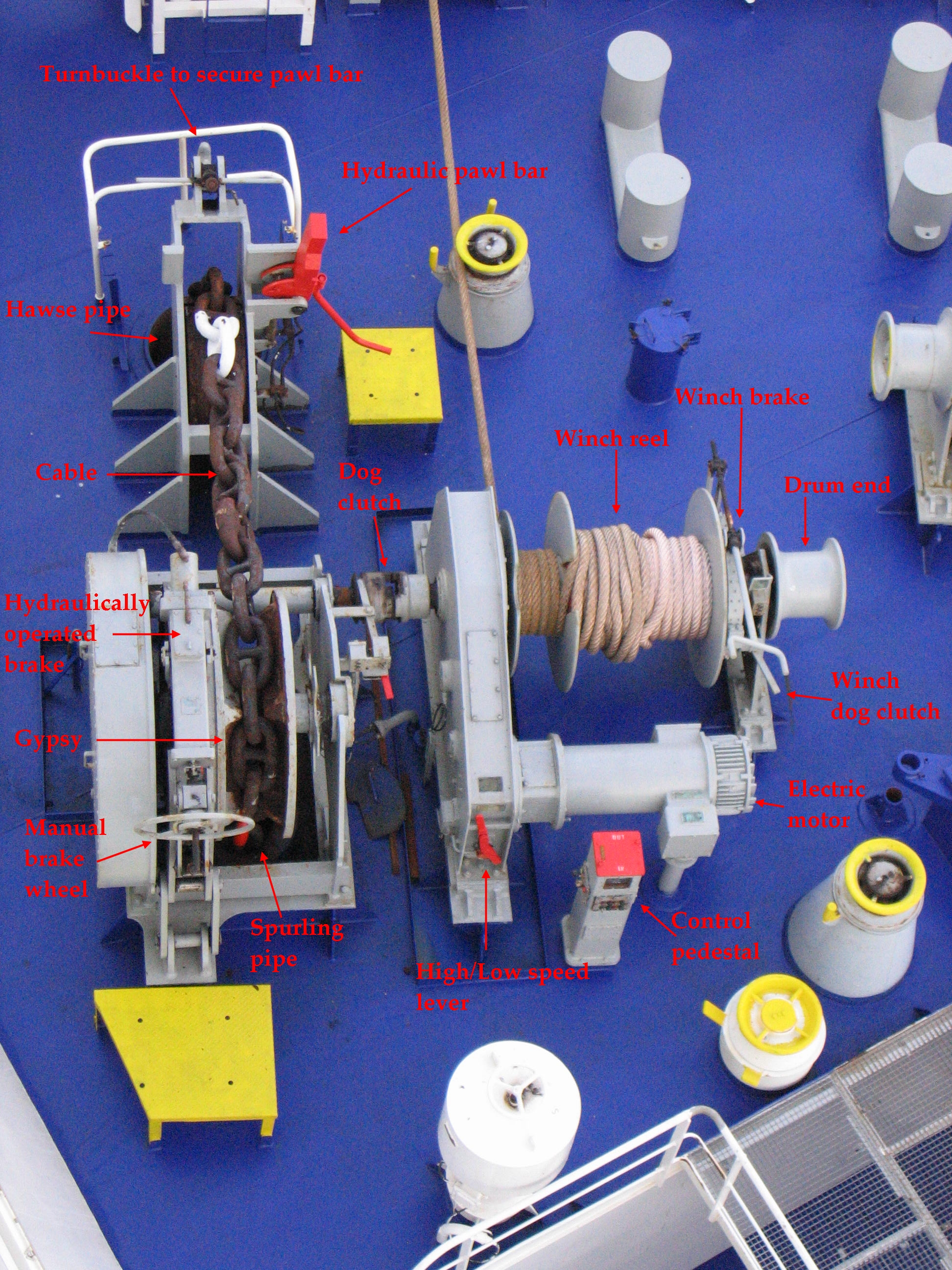
Winda kotwiczna na nowoczesnym statku (Stena Saga). Hydrauliczny napęd hamulca i mechanizmu zapadkowego pozwala na zdalne sterowanie rzuceniem kotwicy z mostka statku.

Winda kotwiczna (żargonowo również braszpil) – urządzenie służące do podnoszenia i opuszczania kotwicy. Zasadniczą cechą odróżniającą windę od kabestanu jest pozioma oś bębna.
Winda kotwiczna może mieć napęd ręczny lub mechaniczny, np. za pomocą silnika parowego (→ winda parowa), elektrycznego lub hydraulicznego.